# Louchats
 Louchats  es una población y comuna francesa, situada en la región de Aquitania, departamento de Gironda, en el distrito de Langon y cantón de Saint-Symphorien.

## Demografía
| 394 | 307 | 228 | 300 | 425 | 538 |
| Para los censos de 1962 a 1999 la población legal corresponde a la población sin duplicidades (Fuente: INSEE [Consultar]) |     |     |     |     |     |